# Salinger Gábor
Salinger Gábor (egyes forrásokban Sallinger illetve Schallinger) (Budapest, 1953. november 28. –) magyar színész, kaszkadőr.

## Életútja
1982-ben végzett a Színház és Filmművészeti Főiskolán (1980-ban részt vett a Molière: Tudós nők és a Bíró Lajos: Sárga liliom című vizsga-előadásokon. Előbbi rendezőtanára Major Tamás, utóbbié Simon Zsuzsa volt). Ugyanebben az évben a Mafilmnél helyezkedett el, 1986-tól a Vidám Színpad, 1992-től a Vígszínház tagjaként dolgozott.

## Szerepei

### Színpadon
Állami Déryné Színház
- 1976. október 20.: Katona József – Petrik: Bánk bán/Békétlen[5][Mj. 1]

Színház- és Filmművészeti Főiskola
- 1980. január 11.: Molière – Major: Tudós nők/ Julian[6]

Nemzeti Színház
- 1980. december 4.: Shakespeare – Zsámbéki: IV. Henrik - első rész/ Első hírnök[7]
- 1980. december 5.: Shakespeare – Zsámbéki: IV. Henrik - második rész/ Második inas[8]

Ódry Színpad
- 1981. november 13.: Örkény – Székely: Tóték/ Lőrincke, szomszéd[9]
- 1981. december 18.: Török – Gáti: A rajongók/ Komornyik[10]
- 1982. január 31.: Molière – Major: A képzelt beteg/ Kolikaczius, orvos[11]

Kőszegi Várszínház
- 1984. július 19.: Nemeskürty – Romhányi: Hantjával ez takar/ Vargyassy Gyula /Második szanitéc[12]

Mafilm gyermekszínpada a Kossuth moziban
- 1985. április 20.: Pető – Dobray: Makk Marci csodálatos cirkusza/ Bumfordi, a farkas/ Tütü bácsi, minden sörösüvegek tudója[13]

Komárom Megyei Játékszín
- 1986. február 10.: Kesey – Bujtor István: Kakukkfészek/ Williams ápoló[14][Mj. 2]

Vörösmarty Színház
- 1986. október 31.: Dumas – Mrsán: A három testőr/ Jussac, tiszt[15]

Gyulai Várszínház
- 1987. augusztus 1.: Vaszary – Straub: Az ördög nem alszik/ Tom[16]
- 1997. augusztus 8.: Szigligeti – Balikó: Liliomfi/ ?[17]

Vidám Színpad
- 1987. november 12.: Vaszary – Straub Dezső: Az ördög nem alszik/ Tom[18]
- 1988. március 18.: Görgey Gábor – Pethes György: Szexbogyó/ Boy[19]
- 1989. január 16.: Paso – Pethes: Ön is lehet gyilkos!/ Fernandez[20]
- 1989. március 17.: Vinkó – Bodrogi: Justitia kombinéban/ Romancsik Ernő[21][Mj. 3]
- 1990. május 19.: Várkonyi – Straub Dezső, Bujtás: Szupermancs/ Torma[22]

József Attila Színház
- 1992. március 14.: Hašek – Léner: Svejk vagyok/ Vanek[23]

Duna-pART Színház
- 1992. június 27.: Szophoklész – Szőke: Oidipusz király/ ?[24]

Katona József Színház
- 1992. szeptember 27.: Szophoklész – Szőke: Oidipusz király/ ?[25][Mj. 4]

Vígszínház
- 1993. február 2.: Molnár – Babarczy: Liliom/ Titkos Rendőr/Angyal[26]
- 1994. január 7.: Miller – Marton: Közjáték Vichyben/ Első detektív[27]
- 1995. november 25.: Shakespeare – Marton: Macbeth/ Angus[28]
- 1995. január 8.: Rostand – Verebes: Cyrano/ Kapus[29]
- 1996. január 28.: Kipling – Hegedűs: A dzsungel könyve/ ?[30]
- 1996. december 8.: Hašek – Pinczés: Svejk/ Rikkancs/ Szomszéd/ III. Utas[31]
- 1997. december 7.: Shakespeare – Valló: Vízkereszt, vagy amit akartok/ Első darabont[32]
- 2001. december 21.: Shakespeare – Tompa: Lear király/ Szolga Cornwallnál[33]

Jászai Mari Színház
- 1994. március 7.: Paso – Pethes: Ön is lehet gyilkos!/ ?[34]

Budaörsi Játékszín
- 1999. május 3.: Brecht – Éless: Dobszó az éjszakában/ Andreas Kragler[35]

Karinthy Színház
- 2003. december 12.: Paso – Straub Dezső: Ön is lehet gyilkos!/ Fernandez[36][37]

Vidám Színház
- 2010: King – Straub Péter: Futóbolondok/ ?[38]
- 2014. február 28: Hawdon – Straub: Forró hétvége/ Robert[39]

Thália Színház
- 2014. szeptember 27: Alegría – Molnár Keresztyén: Kötélen a Niagara felett/ Blondin[1][40]

Új Színház
- 2015. november 14: Alegría – Molnár Keresztyén: Kötélen a Niagara felett/ Blondin[1][41]

### Filmszerepek
- 2016 – Cop Mortem – Edeváry
- 2012 – Hacktion (sorozat) Az éjszaka árnyai (2012) – Ügynök
- 2012 – Munkaügyek (sorozat) Az uniós ellenőrzés híre és Imre balesete
- 2008 – Majdnem szűz – Hotel portás
- 2003 – Apám beájulna – Olasz főnök
- 2003 – Oroszlánbarlang – Felügyeleti megbízott
- 2000 – Trautmann (sorozat) Wer heikel ist, bleibt übrig (2000)
- 2000 – Júliusban – Piaci árus
- 1993–2000 – Kisváros (sorozat)[1] 6 részben
- 1999 – Gengszterfilm
- 1998 – Barátok közt (sorozat) – Nagy Ferenc (1998-1999)
- 1997 – Túl az életen – Scavenger II
- 1997 – Balekok és banditák
- 1996 – Evita (nem szerepel a stáblistán)
- 1996 – Honfoglalás
- 1996 – A gyötrelmes gyémánt (sorozat)
- 1995 – Megint tanú
- 1994 – 40 millió – Bohus
- 1994 – Az álommenedzser – Behajtó
- 1994 – Öregberény (sorozat) 2 részben
- 1993 – Rádióaktív BUÉK
- 1993 – Privát kopó (sorozat) Az egyszer-volt gyilkosságok (1993)
- 1991–1992 – Szomszédok (sorozat)[1] 9 részben
- 1992 – Szatírvadászat a tölgyfaligetben
- 1991 – A hercegnő és a kobold – Katona (magyar változat, csak hang, nem szerepel a stáblistán)
- 1991 – Ashenden (sorozat) The Traitor (1991) – Határőr
- 1991 – Rózsaszín sorozat (sorozat) La grève de l'amour (1991)
- 1991 – Bécsi ezüst
- 1990 – A főügyész felesége
- 1990 – Fehér kócsagok
- 1990 – Max and Helen – Gershan
- 1989 – A főügyész felesége[42]
- 1989 – Semmelweis Ignácz - Az anyák megmentője – Schnirch
- 1989 – Freytág testvérek
- 1988 – Szerelem második vérig
- 1987 – Moziklip
- 1987 – T.I.R. (sorozat) - A potyautas (1987)
- 1985 – Ember és árnyék (tévéfilm)
- 1985 – Kispolgárok – Siskin
- 1985 – Postarablók
- 1984 – Linda (sorozat) A szatír (1984)
- 1984 – Különös házasság 1 részben
- 1984 – Szerelmek
- 1983 – Jób lázadása
- 1983 – Talpra, Győző! – Nemzetőr
- 1982 – Rohanj velem!
- 1982 – Dögkeselyű
- 1982 – Cha-Cha-Cha
- 1982 – Tegnapelőtt – Sanyi
- 1980 – Tisztán vagy szódával (TV-film)
- 1980 – Fehér rozsda[1] – Diák[43] Glück[44]
- 1980 – Bolondnagysága – Suhanc
- 1979 – Angi Vera[45]

### Szinkronszerepek
- A nagy szökés (The Great Escape): Goff - Jud Taylor (első magyar változat)
- Fordítsd oda a másik orcád is! (Porgi l'altra guancia): Menendez -  Mario Pilar (első magyar változat)
- Star Wars V. rész – A Birodalom visszavág (Star Wars: Episode V - The Empire Strikes Back): Boba Fett -  Jason Wingreen (harmadik magyar változat)
- Rocky III. (Rocky III): Mennydörgés - Hulk Hogan
- Terminátor – A halálosztó (The Terminator): Punkvezető - Bill Paxton (első magyar változat)
- Holtak napja (Day of the Dead): Miguel Salazar közlegény - Anthony Dileo, Jr.
- A bolygó neve: Halál (Aliens): Dwayne Hicks tizedes -  Michael Biehn (második magyar változat)
- The Doors (The Doors): Paul Rothchild - Michael Wincott
- 2020: A tűz birodalma (Reign of Fire): Eddie Stax - David Kennedy
- Pókember 3. (Spider-Man 3): Flint Marko (Homokember): Thomas Haden Church
- A nagy balhé (The Sting, 1973), lövész – Joe Tornatore
- Pókember − Nincs hazaút (Spider-Man - No Way Home) Flint Marko (Homokember): Thomas Haden Church